# 1654
1654 (MDCLIV) var ett normalår som började en torsdag i den gregorianska kalendern och ett normalår som började en söndag i den julianska kalendern.

## Händelser

### Februari
- 2 februari – Skeppet Örnen avseglar från Göteborg mot Nya Sverige. Resan blir äventyrlig och tar 109 dagar, varunder ett hundratal av de 350 ombordvarande hinner omkomma.

### Mars
- 13 mars – I Sverige uppgår Hudiksvalls och Härnösands län i Västernorrlands län.[1]
- Slutet av mars – Första bremiska kriget utbryter, eftersom staden Bremen enligt Westfaliska freden skall vara svensk, men staden inte vill finna sig i detta.

### Maj
- 22 maj – Skeppet Örnen, under befäl av Johan Risingh, anländer till Nya Sverige.

### Juni
- 6 juni – Drottning Kristina abdikerar och efterträds på den svenska tronen av sin kusin Karl X Gustav som kröns till kung av Sverige samma dag.
- 10 juni – Kristina lämnar Sverige "tre timmar efter mörkrets inbrott".

### Juli
- 14 juli – Den svenska skansen vid Burg (nära Bremen) faller i bremarnas händer.

### Augusti
- 5 augusti – Kristina slår sig ner i ett palats i Antwerpen.
- 22 augusti – 23 judiska flyktingar från Brasilien bosätter sig i Nya Amsterdam, och skapar kärnan för vad som kommer att bli den största judiska bosättningen i stadsmiljö någonsin, den i New York.[2]
- 28 augusti – Rikskanslern Axel Oxenstierna dör efter 42 år på posten. Hans son Erik blir ny rikskansler.

### September
- 5 september – Svenskarna återtar skansen vid Burg.

### Oktober
- 24 oktober – Karl X Gustav gifter sig med Hedvig Eleonora av Holstein-Gottorp då hon också kröns till drottning av Sverige.

### November
- 28 november – Recessen i Stade sluts mellan Sverige staden Bremen, vilket avslutar Första bremiska kriget. Staden blir svensk.

### December
- 24 december – Kristina konverterar i hemlighet till katolicismen i Bryssel.

### Okänt datum
- Sverige och England ingår en handelstraktat.
- Balttysken Reinhold Rademacher får i uppdrag att anlägga ett manufakturverk för järn-, stål- och kopparförädling i Eskilstuna.
- Karl X Gustav ger order om att förstärka försvaret i de baltiska provinserna sedan Ryssland gjort framgångsrika anfall mot Polen.
- Det svenska riksrådet gör upp planer för ett kommande krig och väljer mellan att anfalla Danmark eller rikta anfallet österut. Man erbjuder Polen bistånd mot Ryssland i utbyte mot landområden, men anbudet antas inte. Därför kommer anfallet att riktas mot just Polen.
- Carl Gustaf Wrangels gods Skokloster börjar byggas efter ritningar av Jean de la Vallée och Nicodemus Tessin d.ä.
- Herman Fleming blir en av kung Karl X Gustavs närmaste män och kommer framöver att införa en ekonomisk åtstramningspolitik i Sverige.
- Ledningen i Afrikanska kompaniet ändras, så att det nu blir helt svenskägt och -styrt.

## Födda
- 4 maj – Kangxi, den andre Qing-kejsaren av Kina.
- 5 augusti – Anne Dacier, fransk filolog.
- 27 december – Jakob Bernoulli, schweizisk matematiker.
- Eleanor Glanville, engelsk entomolog.

## Avlidna
- 25 januari - Ebba Mauritzdotter Lewenhaupt, svensk hovfunktionär och donator.
- 6 februari – Francesco Mochi, italiensk skulptör under manierismen och barocken.
- 10 juni – Alessandro Algardi, italiensk barockskulptör.
- 28 augusti – Axel Oxenstierna, svensk greve, riksråd och statsman samt rikskansler sedan 1612.[3]
- 9 september – Petrus Claver, spansk jesuit och missionär, helgon.

### Fotnoter
1. ↑  World Statesmen
2. ↑  American Jewish archives
3. ↑  Det hände i dag